# Dryalos

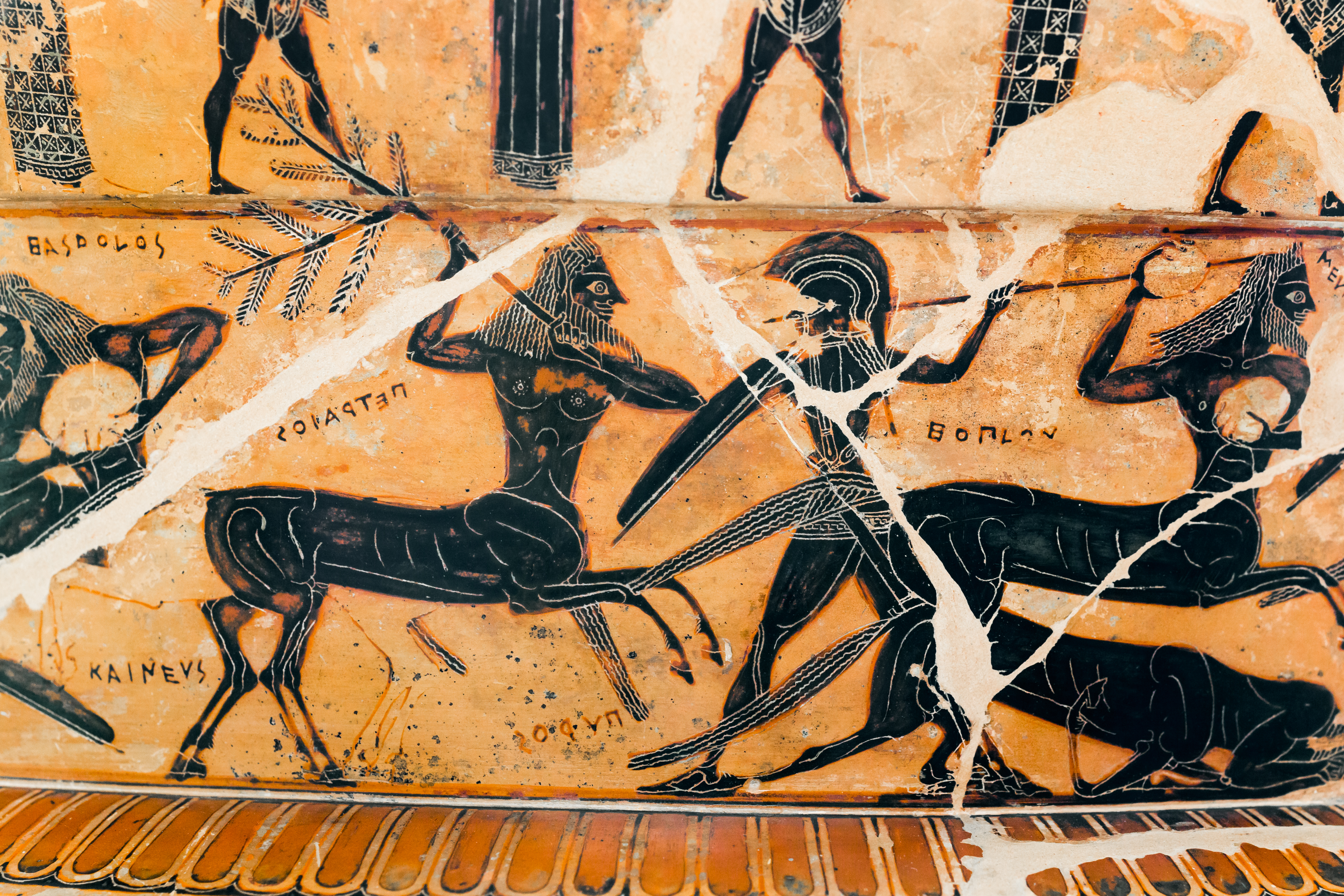
Françoisvase, 6. Jh. v. Chr.: Kentaur (links) kämpft mit Astgabel gegen einen Lapithen (rechts).

Dryalos ist ein Kentaur der griechischen Mythologie. Auf Hesiods Schild des Herakles zieht er mit seinem Bruder Perimedes und weiteren fünf Kentauren in den Kampf gegen die Lapithen. Er ist der Sohn eines sonst unbekannten Peukeus.

## Name
Der Kentaurenname kommt vom griechischen Δρύαλος, Drýalos, Betonung auch im Deutschen auf der ersten Silbe. Etymologischer Kern ist δρύσ, drýs, Eiche, und damit ist er der „Eichenmann“, womit „eine deutliche Anspielung auf den Wohnsitz (der Kentauren) in Tannen-, Eichen- und Lobeerwäldern sowie in Gebirgen ... zu erkennen ist.“ Es könnte aber auch eine Anspielung auf eine Waffe der Kentauren sein, denn sie „wohnen nur in Gebirgen ... sie kämpfen gewöhnlich mit ausgerissenen Baumstämmen und Felsstücken“, und auch Eichenstämme gehören zum Repertoire, siehe Artikel Petraios.
Er ist einer der Πευκεῖδαι (auch Πευκεΐδας), Peukeídai (auch Peukeḯdai), Peukeiden, Söhne des Πευκεύς, Peukeús, Fichtenmann, etymologisch abzuleiten von πεύκη, peúkē, Fichte, eine Anspielung auf eine typische Waffengattung der Kentauren, kämpfen sie doch selten mit Eichen-, sondern eher mit Fichtenstämmen. Der Eichenmann Dryalos ist also auch ein Πευκείδησ, Peukeídēs, Peukeide, Fichtenmann oder besser noch Fichtenschleuderer, der mit seinem Bruder in den Krieg gegen die Lapithen zieht.

## Mythos
Dryalos ist Teil einer Gruppe von sieben Kentauren, die den Zug gegen die Lapithen anführen. Sie sind auf dem Schild in Silber ausgeführt, bewaffnet mit goldenen Tannen. Nach dem Namenskatalog lässt Hesiod sie sich in die Schlacht stürzen:
Gegen sie zog der Kentauren versammelte Menge von dorther,

185 um den großen Peträos, und Asbolos, kundig der Vögel,

Arktos, Oureios zugleich, und den finsterlockigen Mimas,

auch um die zween Peukeiden, den Dryalos und Perimedes:

Silbern sie selbst, und Tannen von Gold in den Händen bewegend.
Zusammen mit seinem Bruder setzt er sich mit seinem Namen von der „Menge“ ab, das Epitheton „Peukeiden“ nennt ihre väterliche Abstammung und hebt sie im Katalog noch weiter heraus. Zum mythologischen Zusammenhang, zur literarischen Gestaltung siehe den Artikel Arktos.